# Шёне, Эмилий Богданович
Эми́лий Богда́нович Шёне (нем. Hermann Emil Schöne; 1837 или 1838—1896) — немецкий и российский химик.

## Биография
Родился в 1837 году(«Энциклопедический словарь Брокгауза и Ефрона» годом рождения указывает 1838 год) в Пруссии, в городе Хальберштадт, в семье директора гимназии Готхольда Шёне. 
Высшее образование получал в университете Галле (доктор философии), затем — в Берлинском университете. В 1860—1863 годах он был ассистентом в химической лаборатории Берлинского технического университета. 
Бедность заставила его покинуть родину. В 1863 году, по приглашению профессора П. А. Ильенкова и имея при себе рекомендации профессоров К. Раммельсберга и Г. Розе, он приехал в Москву, где стал называться на русский лад — Эмилием Богдановичем Шёне. Сначала, до открытия Петровской земледельческой и лесной академии, давал частные уроки по математике, а затем получил должность лаборанта химической лаборатории академии. 
После защиты магистерской диссертации «Опытные исследования над перекисью водорода» он начал чтение лекций по неорганической и аналитической химии Петровской академии, возглавил лабораторию. В этом же году был избран членом Русского химического общества.
С 1875 года — экстраординарный профессор, 1876 года — ординарный профессор химии Петровской академии. В 1881 году защитил докторскую диссертацию «Об отношении перекиси водорода в соединениях калия»  . 
Умер 6 (18) мая 1896 года в Москве.

## Научная деятельность
Работы Шёне посвящены химии атмосферных озона и пероксида водорода, исследованию почв, удобрений и пр. Он также является изобретателем аппарата для механического анализа почвы, который широко использовали не только в России, но и за границей.

## Избранные публикации
- Ueber Schlämmanalyse und einen neuen Schlämmaparat. — Bul. de la Soc. Imp. d. Naturalistes de Moscou. — 1867. — II.
- Материалы для истории Петровской академии (совм. с В. Т. Собичевским). — Известия Петровской академии. — 1879—1887.